# Їржи Ганке
Їржи Ганке (чеськ. Jiří Hanke, 12 грудня 1924, Кутна Гора — 11 грудня 2006, Лозанна) — чехословацький футболіст, що грав на позиції нападника або захисника. По завершенні ігрової кар'єри — тренер.

## Клубна кар'єра
У першій половині 40-х років виступав за команди «Раковнік» і «Оломоуц». З 1944 року захищав кольори столичної «Славія» поряд з легендарними форвардами Йозефом Біцаном і Властимілом Копецьким. В сезоні 1946/47 його команда стала найсильнішою в чемпіонаті Чехословаччини.
1950 року поїхав до Колумбії, де протягом двох сезонів грав за команду «Депортіво Самаріос» з невизнаної ФІФА ліги Демайор. Повернувшись до Європи, захищав кольори французького «Ланса»
Своєю грою за останню команду привернув увагу керівництва «Барселони», до складу якого приєднався 1952 року. Відіграв за каталонський клуб наступні чотири сезони своєї ігрової кар'єри, виборов титул чемпіона Іспанії. У цей час команда здобула і Кубок Іспанії, але в цьому турнірі легіонери, згідно з регламентом, не брали участі.
Завершив професійну ігрову кар'єру у клубі «Б'єн», де поєднував виступи на полі з тренерською діяльністю.
Статистика виступів у чемпіонатах Франції і Іспанії:
| Сезон            | Команда          | Чемпіонат        | Чемпіонат | Чемпіонат |
| Сезон            | Команда          | Л                | І         | Г         |
| ---------------- | ---------------- | ---------------- | --------- | --------- |
| 1951/52          | «Расінг» (Ланс)  | Д-1              | 13        | 2         |
| 1952/53          | «Барселона»      | Д-1              | 11        | 5         |
| 1953/54          | «Барселона»      | Д-1              | 18        | 0         |
| 1954/55          | «Барселона»      | Д-1              | 24        | 0         |
| 1955/56          | «Барселона»      | Д-1              | 4         | 0         |
| 1956/57          | «Кондаль»        | Д-1              | 1         | 0         |
| Усього в Прімері | Усього в Прімері | Усього в Прімері | 58        | 5         |

## Виступи за збірну
1946 року дебютував в офіційних матчах у складі національної збірної Чехословаччини. Протягом кар'єри у національній команді, яка тривала 4 роки, провів у формі головної команди країни 5 матчів.
| № | Дата       | Господарі      | Рахунок | Гості          | Голи                                                      |
| - | ---------- | -------------- | ------- | -------------- | --------------------------------------------------------- |
| 1 | 07.04.1946 | Франція        | 3:0     | Чехословаччина | Васт (2), Ессерер                                         |
| 2 | 09.05.1946 | Чехословаччина | 0:2     | Югославія      | Томашевич, Митич                                          |
| 3 | 29.09.1946 | Югославія      | 4:2     | Чехословаччина | Митич, Матошич (2), Бобек — Планицький, Климек            |
| 4 | 10.04.1949 | Чехословаччина | 5:2     | Угорщина       | Прайс, Шиманський, Главачек (2), Пажицький — Пушкаш, Суса |
| 5 | 30.10.1949 | Чехословаччина | 2:0     | Польща         | Прайс, Пажицький                                          |

## Кар'єра тренера
Розпочав тренерську кар'єру, ще продовжуючи грати на полі, 1957 року, очоливши тренерський штаб клубу «Б'єн».
Останнім місцем тренерської роботи був клуб «Ред Стар», головним тренером команди якого Їржи Ганке був з 1959 по 1960 рік.

## Титули і досягнення
- Чемпіон Чехословаччини (1):

«Славія»: 1947
- Чемпіон Іспанії (1):

«Барселона»: 1953